# Lluïsa Mallol
Lluïsa Mallol (Barcelona, 21 de juny de 1961) és una actriu catalana.
És llicenciada en art dramàtic per l'Institut del Teatre de Barcelona.
Ha treballat en el món del teatre, el cinema i la televisió, on ha participat en sèries com Amar es para siempre, Cuéntame, Ventdelplà, Zoo, Hospital Central, Des del balcó o Secrets de família. Al teatre ha treballat amb destacats directors d'escena com Calixto Bieito, Carme Portacelli, Joan Peris, Paco Mir o Julio Manrique interpretant destacats personatges de Shakespeare, Goldoni, Molière, Dario Fo, Nöel Coward o Harold Pinter, entre d'altres. També ha estat promotora de diversos projectes artístics, alguns d'ells estretament vinculats al món de la poesia com Contra el caire del temps, sobre l'obra poètica de Montserrat Abelló, o Tres Dones. Un Poema per a Tres Veus de la poeta estatunidenca Sylvia Plath. Al febrer de 2013 va presentar al Círcol Maldà de Barcelona l'obra La signatura 400, de Sophie Divry, de la qual també n'és la traductora i la promotora. Al desembre de la present temporada va estar en cartell al teatre Borràs amb l'obra Absurds i singulars, d'Alan Ayckbourn, de la qual també n'ha fet la traducció.
Va estrenar el seu primer espectacle com a directora, Somiant en cocodrils. Dues farses d'Anton Txèkhov, a la sala Leopoldo Fregoli de La Seca, Espai Brossa de Barcelona l'abril de 2015 i per la següent temporada va estrenar d'Oques cretines, un espectacle sobre l'obra de l'autor muniquès Karl Valentin.
Actualment compagina la seva feina d'actriu amb tasques de traducció i el doblatge al català.